# Arthur Twining Hadley
Arthur Twining Hadley, född 23 april 1856 i New Haven, Connecticut, död 6 mars 1930, var en amerikansk nationalekonom.
Hadley, som från 1879 var knuten till Yale University, från 1886 som professor och 1899-1921 som rektor, hade specialiserat sig på järnvägsfrågor, och hans Railwood Transportation, its History and Laws (1885) var ett standardarbete, som översattes till flera språk. 
Hadley föreläste 1907-08 i Berlin och senare vid flera brittiska universitet. I sin av kristen religiositet präglade The Moral Basis of Democracy (1919) söker Hadley påvisa, att förutsättningen för demokrati är ökad folkupplysning.